# Тод Вудбриџ
Тод Ендру Вудбриџ (енгл. Todd Andrew Woodbridge; Сиднеј, 2. април 1971) је бивши аустралијски тенисер. Сматра се за једног од највећих тенисера у конкуренцији парова свих времена, у којој је освојио сва четири гренд слем турнира, био први тенисер света на АТП листи и освојио две медаље на Олимпијским играма.

## Каријера
Тод Вудбриџ је познат као најбољи играч у конкуренцији мушких парова током 1990—их и раних 2000—тих. Вудбриџ и његов дугогодишњи партнер Марк Вудфорд били су познати и по надимку Дрвени (енгл. The Woodies). У појединачној конкуренцији је достигао 19. место на АТП листи, након што је на Вимблдону 1997. достигао полуфинале. Изгубио је од тада најбољег тенисера света, Пита Сампраса. Такође је освојио две титуле, једну у Корал Спрингсу и једну у Аделејду, а 1997. је такође достигао и финале Канада Мастерса.
Дрвени су заједно освојили рекордну 61 титулу, а од тога су 11 гренд слем. Након што се Вудфорд повукао из света професионалног тениса 2000. године, Вудбриџ је почео да игра са шведским тенисером Јонасом Бјоркманом. Заједно су освојили 14 турнира, а своје партнерство окончали су 2004. Вудбриџ је навео да су сарадњу прекинули јер је Бјоркман био усредсређен само на турнире, а он је желео да одвоји време и за своју породицу. Он је затим заиграо са Индијцем Махешом Бупатијем. Игром случаја, Бјоркман је почео да игра са Бупатијевим бившим партнером, Максом Мирним.
Вудбриџ је одиграо рекордна 32 меча за Дејвис куп репрезентацију Аустралије. Такође је освојио две медаље на Олимпијским играма у конкуренцији парова, обе с Марком Вудфордом. Прву, златну, освојили су на Играма 1996. у Атланти, а другу, сребрну, на Играма 2000. у Сиднеју. Иако су играли у Вудбриџовом родном граду и пред домаћом публиком, Вудбриџ и Вудфорд су изгубили у финалу од канадског пара Себастијен Ларо—Данијел Нестор, а меч су окончали Вудбриџовом дуплом сервис грешком.
Након 17 година професионалног играња тениса и 83 освојене титуле у конкуренцији парова, Вудбриџ се повукао 2005. године, након Вимблдона 2005.

## Приватан живот
Вудбриџ и његова жена Наташа венчали су се 8. априла 1995. у Мелбурну, и имају двоје деце. Кћерка Зара Роуз рођена је 12. децембра 2000. године, а син Бо Ендру 6. августа 2002.

## Гренд слем финала

### Мушки парови (20)

#### Победе (16)
| Година | Турнир                            | Подлога | Партнер        | Противници у финалу            | Резултат           |
| 1992   | Отворено првенство Аустралије     | Тврда   | Марк Вудфорд   | Кели Џоунс Рик Лич             | 6—4, 6—3, 6—4      |
| 1993   | Вимблдон                          | Трава   | Марк Вудфорд   | Грант Конел Патрик Гејлбрејт   | 7—6, 6—3, 7—6      |
| 1994   | Вимблдон (2)                      | Трава   | Марк Вудфорд   | Грант Конел Патрик Гејлбрејт   | 7—6, 6—3, 6—1      |
| 1995   | Вимблдон (3)                      | Трава   | Марк Вудфорд   | Рик Лич Скот Мелвил            | 7—5, 7—6, 7—5      |
| 1995   | Отворено првенство Америке        | Тврда   | Марк Вудфорд   | Алекс О’Брајан Сендон Стоул    | 6—3, 6—3           |
| 1996   | Вимблдон (4)                      | Трава   | Марк Вудфорд   | Бајрон Блек Грант Конел        | 4—6, 6—1, 6—3, 6—2 |
| 1996   | Отворено првенство Америке (2)    | Тврда   | Марк Вудфорд   | Јако Елтинг Паул Харуис        | 4—6, 7—6, 7—6      |
| 1997   | Отворено првенство Аустралије (2) | Тврда   | Марк Вудфорд   | Себастијен Ларо Алекс О’Брајан | 6—4, 5—7, 6—2, 7—6 |
| 1997   | Вимблдон (5)                      | Трава   | Марк Вудфорд   | Јако Елтинг Паул Харуис        | 7—6, 7—6, 5—7, 6—3 |
| 2000   | Отворено првенство Француске      | Шљака   | Марк Вудфорд   | Паул Харуис Сендон Стоул       | 7—6, 6—4           |
| 2000   | Вимблдон (6)                      | Трава   | Марк Вудфорд   | Паул Харуис Сендон Стоул       | 6—3, 6—4, 6—1      |
| 2001   | Отворено првенство Аустралије (3) | Тврда   | Јонас Бјоркман | Бајрон Блек Давид Приносил     | 6—1, 5—7, 6—4, 6—4 |
| 2002   | Вимблдон (7)                      | Трава   | Јонас Бјоркман | Марк Ноулс Данијел Нестор      | 6—1, 6—2, 6—7, 7—5 |
| 2003   | Вимблдон (8)                      | Трава   | Јонас Бјоркман | Махеш Бупати Макс Мирни        | 3—6, 6—3, 7—6, 7—5 |
| 2003   | Отворено првенство Америке (4)    | Тврда   | Јонас Бјоркман | Боб Брајан Мајк Брајан         | 5—7, 6—0, 7—5      |
| 2004   | Вимблдон (9)                      | Трава   | Јонас Бјоркман | Јулијан Ноул Ненад Зимоњић     | 6—1, 6—4, 4—6, 6—4 |

#### Порази (4)
| Година | Турнир                        | Подлога | Партнер      | Противници у финалу               | Резултат                |
| 1994   | Отворено првенство Америке    | Тврда   | Марк Вудфорд | Јако Елтинг Паул Харуис           | 3—6, 6—7                |
| 1997   | Отворено првенство Француске  | Шљака   | Марк Вудфорд | Јевгениј Кафељников Данијел Вачек | 6—7, 6—4, 3—6           |
| 1998   | Отворено првенство Аустралије | Тврда   | Марк Вудфорд | Јонас Бјоркман Јако Елтинг        | 2—6, 7—5, 6—2, 4—6, 3—6 |
| 1998   | Вимблдон                      | Трава   | Марк Вудфорд | Јако Елтинг Паул Харуис           | 2—6, 4—6                |

### Мешовити парови (14)

#### Победе (6)
| Година | Турнир                         | Партнерка             | Противници у финалу                | Резултат      |
| 1990   | Отворено првенство Америке     | Елизабет Смајли       | Џим Пу Наташа Зверева              | 6–4, 6–2      |
| 1993   | Отворено првенство Аустралије  | Аранча Санчез Викарио | Рик Лич Зина Гарисон               | 7–5, 6–4      |
| 1993   | Отворено првенство Америке (2) | Хелена Сукова         | Марк Вудфорд Мартина Навратилова   | 6–3, 7–6      |
| 1994   | Вимблдон                       | Хелена Сукова         | Т. Џ. Мидлтон Лори Мекнил          | 3–6, 7–5, 6–3 |
| 1995   | Отворено првенство Француске   | Лариса Неиланд        | Џон-Лефни де Џегер Џил Хедерингтон | 7–6, 7–6      |
| 2001   | Отворено првенство Америке (3) | Рене Стабс            | Леандер Паес Лиса Рејмонд          | 6–4, 5–7, 7–6 |

#### Порази (8)
| Година | Турнир                        | Партнерка             | Противници у финалу              | Резултат       |
| 1992   | Отворено првенство Аустралије | Аранча Санчез Викарио | Марк Вудфорд Никол Провис        | 3–6, 6–4, 9–11 |
| 1994   | Отворено првенство Аустралије | Хелена Сукова         | Андреј Оловски Лариса Неиланд    | 5–7, 7–6, 2–6  |
| 1994   | Отворено првенство Америке    | Јана Новотна          | Патрик Гејлбрејт Елна Рајнак     | 2–6, 4–6       |
| 2000   | Отворено првенство Аустралије | Аранча Санчез Викарио | Џеред Палмер Рене Стабс          | 5–7, 6–7       |
| 2000   | Отворено првенство Француске  | Рене Стабс            | Дејвид Адамс Маријан де Свард    | 3–6, 6–3, 3–6  |
| 2003   | Отворено првенство Аустралије | Елени Данилидоу       | Леандер Паес Мартина Навратилова | 4–6, 5–7       |
| 2004   | Вимблдон                      | Алиша Молик           | Вејн Блек Кара Блек              | 6–3, 6–7, 4–6  |
| 2004   | Отворено првенство Америке    | Алиша Молик           | Боб Брајан Вера Звонарјова       | 3–6, 4–6       |